# Nomada gutierreziae
Nomada gutierreziae là một loài Hymenoptera trong họ Apidae. Loài này được Cockerell mô tả khoa học năm 1896.